# كالوموم
كالوموم أو كلموم الكيشي وهو ثامن ملك سومري على سلالة كيش الأولى حكم في حوالي سنة 2900 ق م جاء بعد كاليبوم وجاء بعده زوقاقيب.